# ジヴィッド
ジヴィッド（Zivid）は、ノルウェー・オスロに本社を置くマシンビジョン企業であり、自律型産業用ロボットや協働ロボット（コボット）向けの3Dカラーカメラとビジョンソフトウェアを開発・販売している。Zividの製品は、産業用自動化システムにおいて物体認識やピッキング、検査、組立などの用途に広く使用されている。
Zividの主なハードウェア製品には、Zivid 2+、Zivid 2、およびZivid One+といった産業用3Dカラーカメラが含まれる。これらのカメラは、ソフトウェア開発キット（SDK）とグラフィカルユーザーインターフェイス[Zivid Studio]によってサポートされています。
Zividの3Dカメラは、自動化・製造業におけるビンピッキング、組立、機械の負荷対応などの用途に使用されているほか、Eコマースや物流業界においては、単品ピッキングや仕分け作業などでも導入されている。
Zivid社（当初の社名はZivid Labs）は、ノルウェー最大の独立系研究機関であるSINTEFで同僚だったヘンリック・シューマン＝オルセンとオイステイン・スコットハイムによって、2015年に設立されました。

## 沿革

### 2000–2011: 研究活動
ヘンリック・シューマン＝オルセンとオイステイン・スコットハイムは、SINTEFにおいて共に勤務し、さまざまな3Dイメージング技術を網羅するマシンビジョンおよびロボットビジョンのソリューションに関する研究を行っていました。2010年、マイクロソフトはXbox向けのモーションセンサーアドオン[Kinect]を発売し、新しい形式の3D深度カメラを統合しました。

### 2011–2014: プロトタイプの開発
MicrosoftのKinectは、研究者や技術愛好家が市販の3Dカメラを改造できるようにし、SINTEFではビジョンチームによって[産業用Kinect]というコンセプトが生まれました。2014年末までに、ShapeCrafter 3Dと名付けられたプロトタイプ製品が発表され、3Dビジョン機能とカラーポイントクラウドが披露されました。ShapeCrafterは、ドイツ・シュトゥットガルトで開催されたVISION 2014で初めて公開されました。

### 2015: 企業設立
ノルウェー研究評議会は、3D産業用マシンビジョンカメラのさらなる研究のために600万ノルウェークローネを提供しました。Henrik Schumann-OlsenとØystein Skotheimは、SINTEFからのスピンアウトとしてZivid Labsを設立しました。

### 2017: Zivid Oneの発表
2017年3月、Zivid Labsは初の量産製品であるZivid One 3Dカラーカメラを発表しました。このカメラは産業用途向けにIP65の評価を受けました。

### 2018: Zivid One+と物流業界への展開
Zivid Oneのアップグレード版であるZivid One+は、2018年11月にドイツ・シュトゥットガルトで開催されたVISION 2018で発表されました。Zivid One+の製品ポートフォリオには、作業距離が30センチメートル（12インチ）から3メートル（9.8フィート）までの3つの3Dカラーカメラが含まれていました。 2018年9月、物流会社DHLはオランダ・ベーリンゲンの倉庫に初の完全自動化されたeフルフィルメントロボットを導入しました。このロボットシステムはZivid One 3Dカラーカメラを統合し、デパレタイズ、ピッキング、注文履行の作業に使用されました。  Zivid One 3Dカメラは、Red Dotの「プロダクトデザイン」賞、Vision System Designの[ゴールド・イノベーター賞]、およびinVISION Magazineの[トップ・イノベーション・アワード]を受賞しました。 ZividはThomas Embla BonnerudをCEOに任命し、会社名をZivid LabsからZividに変更しました。

### 2019: ソフトウェアと国際展開
Zividは2019年3月に新しいソフトウェア開発キット（SDK）とグラフィカルユーザーインターフェース（GUI）を発表しました。このSDKはWindowsおよびLinuxをサポートし、再設計されたAPIと第2世代のビジョンエンジンを含んでいました。 Zivid Studio GUIは、3Dポイントクラウドのキャプチャ、可視化、探索のためのすぐに使えるアプリケーションを開発者に提供しました。Zividは中国、韓国、北米に販売オフィスを開設し、カナダ、中国、日本、アメリカに最初の販売代理店を任命しました。

### 2020: Zivid 2と周辺機器の発売
I2020年11月 、 ZividはZivid 2を発表しました。Zivid 2は、より高速で高精度な3Dカラーカメラであり、従来製品よりもコンパクトで軽量に設計されています。このカメラは、ロボットアームへの搭載と固定マウントの両方の用途に適するように特別に設計されました。
2020年6月および12月には、Zividソフトウェア開発キットの大幅なアップデートも発表されました。SDK 2.0には、内部反射を抑制するストライプパターン、コントラスト歪みアーティファクトを修正するフィルタリング、HDR画像キャプチャの強化されたシーケンシング、そしてマルチカメラキャリブレーションが含まれていました。
カメラの取り付けを簡素化するために、Zividは2020年7月に各種アクセサリーを発表しました。ロボットアームへの取り付け用としては、ISO 9409-1-50-4-M6  カップリングプレート規格に準拠したカメラマウント、ブラケット、エクステンダーに加え、ケーブルガイド、電源ケーブル、およびデータケーブルが導入されました。固定設置アプリケーション向けには、再構成可能なパン・チルト式カメラマウントが提供されました。
2020年11月、Zividはオールインワンの3Dカメラ開発キットバンドルを発表しました。これには、Zivid One+ または Zivid 2 カメラ、アクセサリーセット、現場用キャリブレーションボード、三脚アダプター、2年間の保証が含まれています。

### 2022: 製品アップデート
2022年10月、 Zividは[Zivid 2 L100]を発表した。このモデルは、従来の製造業で使用されるビンよりも深く大型のビン内でのロボットピッキングを可能にするよう設計されている。L100は既存のZivid 2プラットフォームを基に開発されており、従来のZivid 2は[Zivid 2 M70]として分類されることとなった。

### 2023: Zivid 2+
2023年6月、 Zividは [Zivid 2+]シリーズを発表した。このシリーズには、M60、M130、L110の3Dカメラモデルが含まれており、500万画素の3Dおよび2Dデータを統合することで、ポイントクラウドの解像度および透明物体の撮像性能を向上させている。これらのモデルは、用途に応じたさまざまな作業距離と撮像ボリュームに対応するよう設計されている。
"Zividは、3Dマシンビジョンにおける[透明性の撮像]は長らく不可能とされてきた課題であるとし、それに挑戦する形でZivid 2+を開発した。開発における長年の研究成果が結実し、非常に透明度の高いガラスを除き、安定した撮像が可能となったと述べている。"

### 2024: Zivid 2+ Rシリーズ
2024年12月、 Zividは[Zivid 2+ Rシリーズ]を発表した。これはZivid 2+シリーズの強化版であり、MR60、MR130、LR110といったモデルで構成されている。Rシリーズは、従来と同じ2Dおよび3Dで500万画素の解像度を維持しつつ、よりシャープでクリアな2Dデータを提供し、画像アーティファクトを軽減している。また、周囲光の変化に対する耐性が強化されており、安定かつ正確なデータ取得が可能となっている。 
この新しいカメラ製品群は、ノイズが多く質の低いデータになりがちな複雑で光沢のあるシーンにおいて、垂直方向の反射を大幅に抑制・除去する新たな3D再構築技術の導入にも対応します。
このカメラの導入は、ソフトウェアのマッチング精度やポーズ推定の精度向上のために、より一貫性のあるデータを提供するAIベースのセグメンテーションの利用が拡大している市場動向と一致しています。

## テクノロジー
対象物の機械可読な3次元画像を取得するために、Zividのカメラ技術は[構造化光（Structured Light）]または[フリンジ投影（Fringe Projection）]と呼ばれる手法を用い、高精細なポイントクラウド（空間内の非常に正確なデータ点の集合）を生成します。白色LED光によって定義されたグリッドパターンを対象物に投影し、そのパターンが表面に当たって歪む様子を2Dカラ―イメージセンサーが捉えます。 
複数の画像を合成することで、対象物の完全な深度情報と表面データが取得され、フルカラーの3Dポイントクラウドが生成されます。Zividの3Dカラーカメラには、1920ピクセル × 1200ピクセルのイメージセンサーが搭載されており、5.0メガピクセルの高品質なポイントクラウド解像度を提供します。ポイントクラウド内の各ピクセルにはXYZ座標、ネイティブRGB、コントラストのデータが付加されます。優れたポイントクラウドは、点の密度が高く、欠損データがないことが特徴であり、撮影されたシーンをリアルに再現した3Dモデルを実現します。
| Model          | Applications                          | Optimal range     | Maximum range | Field of View              | Spatial resolution | Point precision  |
| -------------- | ------------------------------------- | ----------------- | ------------- | -------------------------- | ------------------ | ---------------- |
| Zivid 2+ MR60  | Assembly, robot guiding, inspection   | 350 mm - 900 mm   | 1100 mm       | 570 mm x 460 mm @ 600 mm   | 0.24 mm @ 600 mm   | 80 μm @ 600 mm   |
| Zivid 2+ MR130 | Piece picking, logistics, bin picking | 1000 mm - 1600 mm | 2700 mm       | 790 mm x 650 mm @ 1300 mm  | 0.32 mm @ 1300 mm  | 210 μm @ 1300 mm |
| Zivid 2+ LR110 | Depalletizing, big bin-picking        | 800 mm - 1400 mm  | 1700 mm       | 1090 mm x 850 mm @ 1100 mm | 0.44 mm @ 1100 mm  | 240 μm @ 1100 mm |

| Model         | Applications                          | Optimal range     | Maximum range | Field of view              | Spatial resolution | Point precision  |
| ------------- | ------------------------------------- | ----------------- | ------------- | -------------------------- | ------------------ | ---------------- |
| Zivid 2+ M60  | Assembly, robot guiding, inspection   | 350 mm - 900 mm   | 1100 mm       | 570 mm x 460 mm @ 600 mm   | 0.24 mm @ 600 mm   | 80 μm @ 600 mm   |
| Zivid 2+ M130 | Piece picking, logistics, bin picking | 1000 mm - 1600 mm | 2700 mm       | 790 mm x 650 mm @ 1300 mm  | 0.32 mm @ 1300 mm  | 210 μm @ 1300 mm |
| Zivid 2+ L110 | Depalletizing, big bin-picking        | 800 mm - 1400 mm  | 1700 mm       | 1090 mm x 850 mm @ 1100 mm | 0.44 mm @ 1100 mm  | 240 μm @ 1100 mm |

| Model        | Applications                                               | Optimal range    | Maximum range | Field of view              | Spatial resolution | Point precision  |
| ------------ | ---------------------------------------------------------- | ---------------- | ------------- | -------------------------- | ------------------ | ---------------- |
| Zivid 2 M70  | Tiny to large objects, stationary and on-arm robot mounted | 300 mm - 1200 mm | 1500 mm       | 754 mm x 449 mm @ 700 mm   | 0.39 mm @ 700 mm   | 55 μm @ 700 mm   |
| Zivid 2 L100 | Bin-picking, deeper bins and long grippers, item picking   | 800 mm - 1400 mm | 1600 mm       | 1147 mm x 680 mm @ 1000 mm | 0.56 mm @ 1000 mm  | 130 μm @ 1000 mm |

| Model             | Applications                                           | Optimal range     | Maximum range | Field of view             | Spatial resolution | Point precision  |
| ----------------- | ------------------------------------------------------ | ----------------- | ------------- | ------------------------- | ------------------ | ---------------- |
| Zivid One+ Small  | Tiny and small objects, trays and boxes                | 300 mm - 800 mm   | 1000 mm       | 164 mm x 132 mm @ 300 mm  | 0.12 mm @ 300 mm   | 30 μm @ 300 mm   |
| Zivid One+ Medium | Small to medium-sized objects, totes and bins          | 600 mm - 1600 mm  | 2000 mm       | 433 mm x 271 mm @ 600 mm  | 0.23 mm @600 mm    | 60 μm @ 600 mm   |
| Zivid One+ Large  | Medium to large sized objects, standard EU/USA pallets | 1200 mm – 2600 mm | 3000 mm       | 843 mm x 530 mm @ 1200 mm | 0.45 mm @ 1200 mm  | 300 μm @ 1200 mm |

## 応用
Zividの3Dカラーカメラとソフトウェアは、さまざまな自律型産業用ロボットセル、協働ロボットセル、およびその他の産業用自動化システムのマシンビジョンサブシステムとして使用されています。
これらのカメラは、ランダムビンピッキング、ピックアンドプレース、デパレタイズ、組み立て、パッケージング、品質検査など、さまざまな製造および物流分野のタスクに適用されています。

## 企業アイデンティティ
会社名のZividは、英単語[Vivid]（非常に明るく、明確で詳細な）と、3D画像における深度パラメータを示す文字[Z]を組み合わせて作られました。

## 賞賛
- inVISION Magazine: Top Innovation Award[25]
- Vision Systems Design Innovators Award: Gold[26]
- Red Dot: Product Design award[27]
- The Research Council of Norway: Innovation Award, 2018[28]
- Teknisk Ukeblad, NITO, Tekna, Polyteknisk Forening: Tech Award[29]